# Zeche Venus

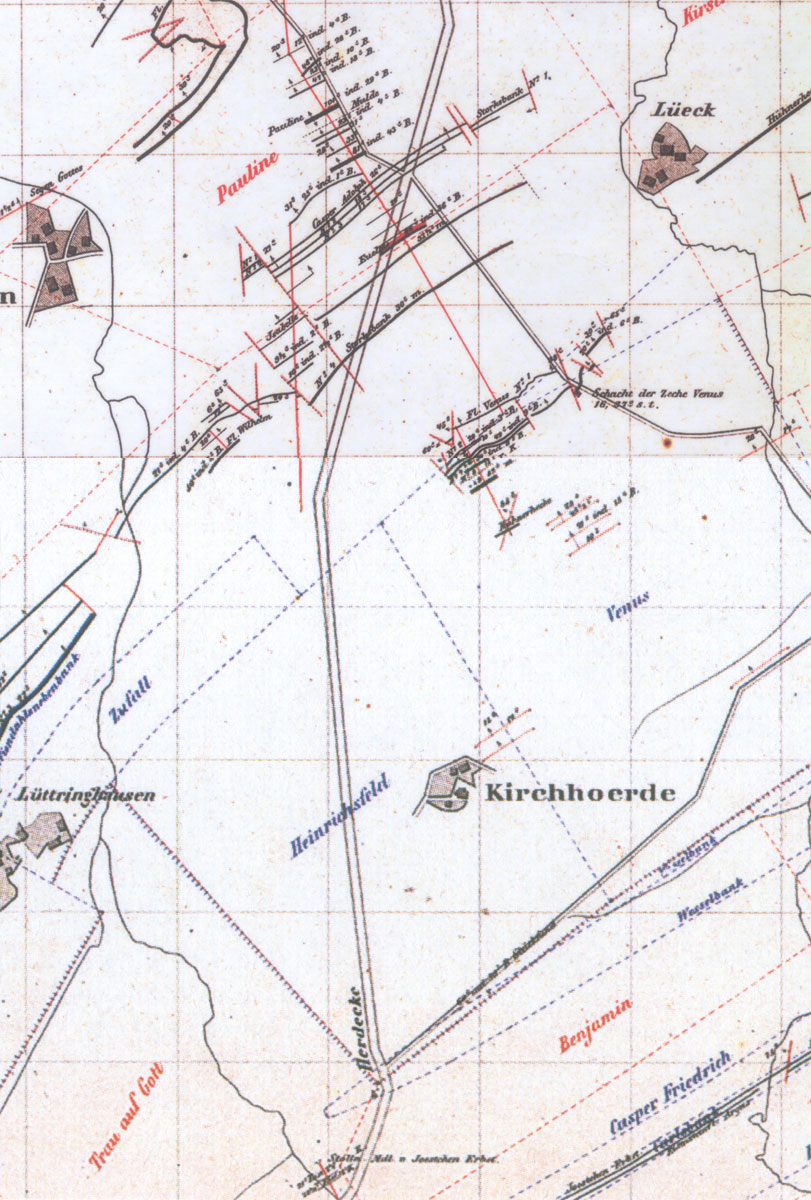
Kohlefelder, Flöze und Stollen im Kirchhörder Raum 1868

Die Zeche Venus war ein Steinkohlenbergwerk in Kirchhörde. Trotz der über fünfzigjährigen Bergwerksgeschichte war die Zeche nur 16 Jahre in Betrieb. Das Bergwerk gehörte zum Märkischen Bergamtsbezirk.

## Bergwerksgeschichte
Am 23. Februar des Jahres 1840 wurde ein Längenfeld verliehen. Nur wenige Wochen später wurde die Verleihung am 16. März desselben Jahres wieder aufgehoben. Am 7. August des Jahres 1847 wurde das Längenfeld erneut verliehen. Ab dem Jahr 1850 war die Zeche Venus in Betrieb. Im Jahr 1854 erfolgte die Förderung in einem Göpelschacht der Zeche Storksbank. Im Jahr 1855 wurden 16.291 preußische Tonnen Steinkohle gefördert. Zu dieser Zeit gehörte das Bergwerk zum Geschworenenrevier Brüninghausen. Im Jahr 1858 war das Bergwerk nachweislich in Betrieb. Im Jahr 1861 wurde der Schacht Wilhelm bis zur Erbstollensohle des Glückauf Erbstollen tiefer geteuft. Auf diesem Niveau wurde das Grubenfeld der Zeche Venus dann ausgerichtet. Die Auffahrung erfolgte in östlicher Richtung in dem überwiegend gestörten Flöz Hühnerhecke. Das Grubenfeld wurde über den Glückauf Erbstollen gelöst. Zu dieser Zeit gehörte das Bergwerk zum Bergrevier Hörde. Um darauffolgenden Jahr wurde der Betrieb im Flöz Hühnerhecke eingestellt. Um diesen Verlust ausgleichen zu können, wurde östlich von Schacht Wilhelm ein Querschlag angesetzt und neun Lachter aufgefahren. Mit diesem Querschlag wollte man die im südlichen Feld vorkommenden Flöze aufschließen. Im Jahr 1863 war das Bergwerk weiterhin in Betrieb. Zu diesem Zeitpunkt wurde festgestellt, dass das verliehene Längenfeld im überdeckten Geviertfeld Rosina liegt. Im Jahr 1865 war die Zeche Venus zunächst noch in Betrieb, im Laufe des Jahres wurde sie dann stillgelegt. Im Jahr 1896 wurde die Berechtsame der Zeche Gottessegen zugeschlagen. Im Jahr 1897 wurde die Berechtsame geteilt, das Feld Venus I wurde zur Zeche Glückauf Tiefbau zugeteilt, das restliche Grubenfeld blieb weiterhin im Besitz der Zeche Gottessegen.